# Henrik Busborg Madsen
Henrik Busborg Madsen, född 15 november 1966, är en dansk musiker, sångare och musikalskådespelare från Odense.
Busborg Madsen uppträder som Elvis Presley-imitatör med sin orkester "Henrik Busborg & the Devils" och duoen "Elvis duo" har han uppträdd i Danmark, Sverige, Tyskland och USA. Han är utbildad och arbetar som grundskollärare.
Busborg Madsen spelade huvudrollen som ”Elvis” i Odense musical teaters uppsättning av musikalen "Elvis - historien om hans liv" sommaren 2004 i ”Den Fynske Landsby” och 2007 i Vejle musical teaters uppsättning av samma musikal.  2006 vann han i Randers det första danska mästerskapet i Elvis-imitation och försvarade titeln 2007. 
 
Mästerskapet arrangeras av den officiella danska Elvis-fanklubben, Elvis Unlimited. 
 År 2012 vann Busborg Madsen det första Scandinaviske mästerskap i Elvis emitation. Tävlingen arrangeras av Graceland Randers.